# Banba
1. Banba, czasem zapisywane Banbha – postać z mitologii goidelskiej, duch opiekuńczy Irlandii, żona króla MacCuilla, bogini wojny i płodności. Córka Fiachy mac Delbaith, mitycznego króla Irlandii. Razem ze swoimi siostrami, Fodlą i Ériu, tworzyła triumwirat bogiń, będących pierwszymi osadniczkami w Irlandii w okresie przed potopem (w wersji legendy o Cessair według Céitinn).
2. Banba to również używana w poezji nazwa Irlandii.